# Evil Head
Evil Head è un film horror pornografico del 2012 diretto da Doug Sakmann, con protagonisti Tommy Pistol e Joanna Angel. Il film è stato prodotto e distribuito dallo studio Burning Angel, fondato dalla stessa Joanna (la quale ha anche collaborato alla sceneggiatura e alla produzione).
La pellicola costituisce una rivisitazione in chiave hard dei primi due film della serie cult di Sam Raimi La casa: La casa e La casa 2.

## Trama
Ash e sua moglie Linda, insieme alla coppia di amici Scott e Shelly, raggiungono uno chalet di montagna abbandonato in un bosco, per trascorrerci le vacanze. All'interno trovano un registratore, bobine audio, e un vecchio libro. Scotty riproduce una di esse, che sono state fatte dai proprietari dello chalet, il professor Raymond Knowby, e sua moglie Henrietta. La bobina rivela che il professore e sua moglie stavano lavorando sulla traduzione del libro, una guida del sesso apparentemente demoniaca nota come Necronomicum Ex-Mortis. Recitando un mantra scritto nel libro, Knowby apparentemente impazzisce, ridendo maniacalmente ripetendo ossessivamente quelle parole, che evocano una forza malvagia la quale infrange una delle finestre dello chalet. Mentre Shelly va a riposare, Ash, Linda e Scotty hanno un rapporto a tre in un'altra stanza. Da una finestra, Shelly scopre l'infedeltà di suo marito, e scappa nel bosco, dove viene violentata dagli alberi posseduti dalla forza malvagia e trasformata in un Deadite. Tornata allo chalet aggredisce i tre, facendo svenire Ash e ferendo Linda con un pezzo di corteccia, cosicché anche lei venga posseduta. Subito dopo sedurrà Scotty e avrà un rapporto con lui, per poi mutilarlo strappandogli testicoli e gola. Quando poi cerca di attaccare di nuovo Linda, Ash la colpisce con un attizzatoio del camino e riesce a chiuderla in cantina. Ma la forza sovrumana che ha guadagnato con la possessione le permette di liberarsi con facilità, e comincia ad avere un rapporto sessuale con Linda, anch'essa ormai posseduta dall'entità. Eccitato dalla scena, Ash cerca di fare un fingering a Shelly, ma questo causa la possessione della sua mano. Il ragazzo è quindi costretto ad amputarsela con una motosega trovata nel capanno degli attrezzi, che poi userà per fare a pezzi il corpo di Shelly e dopo inserirla nell'arto come sostitutivo. Linda aggredisce Ash e lo costringe ad un rapporto, prima di venire anche lei smembrata dalla motosega e seppellita all'esterno dell'abitazione. Al suo rientro nello chalet, il ragazzo va in crisi isterica quando mobili e arredi (tra cui una testa di cervo montato) impazziscono e cominciano a ridere. Intanto Linda riemerge dal terreno, insieme a due ex-ragazze di Ash anch'esse possedute, e riunisce il proprio corpo. Le tre aggrediscono il ragazzo e lo costringono in un'orgia, ma alla fine il giovane riesce a recuperare la motosega e a fare a pezzi i corpi delle tre ragazze.

## Accoglienza
Evil Head è stato definito come un'ottima parodia pornografica della serie di Raimi, con dei rispettabili tentativi di replicare il materiale originale, e realizzato «con l'entusiasmo che solo un vero fan potrebbe avere». XCritic lo votò 4/5, commentando: «Il sesso è entusiasmante, energico, e mostra molta chimica tra gli esecutori [...] Evil Head è notevolmente d'intrattenimento come ibrido horror/porno». VideoTramp elogiò le scene di sesso e la fotografia, ma criticò l'umorismo della pellicola e la recitazione in alcune scene.
Il film ha ricevuto nove nomination agli AVN Awards 2012, vincendone due: Best Actor (Tommy Pistol) e Best Makeup (Melissa Makeup). Le altre categorie in cui è stato candidato sono: Best Art Direction, Best Cinematography (Mike Quasar), Best Director - Parody (Doug Sakmann), Best Double Penetration Sex Scene (Joanna Angel, Tommy Pistol, Danny Wylde), Best Parody - Comedy, Best Special Effects e Most Outrageous Sex Scene (Kleio Valentien).

## Riconoscimenti
- AVN Awards
  - Best Actor (Tommy Pistol)
  - Best Makeup (Melissa Makeup)[6]